# Poloweltmeisterschaft 1998
Die V. Poloweltmeisterschaft fand vom 21. bis 30. August 1998 in der US-amerikanischen Stadt Santa Barbara statt. Ausrichtende Vereine waren der Santa Barbara Polo & Racquet Club sowie der San Diego Polo Club. 
Am Turnier nahmen sechs Mannschaften teil. Argentinien gewann das Endspiel mit 13:8 gegen Brasilien und wurde damit zum dritten Mal nach 1987 und 1992 Weltmeister.
| Platz | Land        | Sportler                                                     |
| ----- | ----------- | ------------------------------------------------------------ |
| 1     | Argentinien | Lucas Labat, Pablo Spinacci Gerardo Colaroen, Ramiro Guinazu |
| 2     | Brasilien   | Luis Bastos, Olavo Novaes Angelo Bastos, Calao de Mello      |
| 3     | England     |                                                              |
| 4     | USA         |                                                              |
| 5     | Australien  |                                                              |
| 6     | Guatemala   |                                                              |